# Tilián
Els tilians (Tilián) són un poble indígena de l'Argentina, a la província de Jujuy.
Totes les comunitats actuals viuen properes a la localitat de Volcán, departament de Tumbaya, a la Quebrada. Entre les quatre comunitats registrades sumen una població propera als 350 habitants. Tres d'elles poden ser considerades periurbanes i mantenen reclams dominials sobre el territori, la comunitat restant no ha iniciat cap reclam. Amb relació a la seva història passada, relats locals refereixen que els seus avantpassats van adoptar la dramàtica decisió de no reproduir-se com a estratègia defensiva davant l'invasor colonial i posteriors escenaris d'opressió.